# علي آل ضاوي
علي آل ضاوي مواليد 24 فبراير 1984 في أبها ، السعودية، هو لاعب كرة قدم سعودي سابق.
لعب سابقاً في النادي الأهلي ونادي نجران ونادي الأنصار.